# Hiszpania Habsburgów
Hiszpania Habsburgów – okres w dziejach Hiszpanii, kiedy kraj ten stanowił część imperium Habsburgów i był rządzony przez królów pochodzących z tej dynastii. W czasach rządów cesarza Karola V (w Hiszpanii panującego jako Karol I), który do władzy doszedł po śmierci swojego dziadka Ferdynanda, Habsburgowie hiszpańscy kontrolowali terytoria rozciągające się od Argentyny aż po Prowincje Niderlandów oraz zaliczali się do najpotężniejszych sił europejskich. W związku z nagłą ekspansją terytorialną oraz umocnieniem politycznym okres ten w historii Hiszpanii nazywany jest Wiekiem Rozwoju lub Złotym Wiekiem Hiszpanii.
Habsburgowie w Hiszpanii rządzili od 1516 do 1700 roku. W czasie ich rządów Hiszpania osiągnęła szczyt swojej siły i wpływów, jednak z czasem popadła w powolny proces rozkładu.

## Narodziny imperium (1504–1521)
Znane nam dzisiaj państwo Hiszpanii zostało zjednoczone w 1469 roku małżeństwem Ferdynanda II Aragońskiego i Izabeli Kastylijskiej oraz podbojem taify Grenady. W 1504 roku zmarła królowa Izabela i chociaż Ferdynand starał się utrzymać swoje zwierzchnictwo nad Kastylią, kastylijskie Kortezy Generalne (Cortes Generales) na jej następczynię powołały córkę Izabeli – Joannę. Mężem Joanny był Filip I Piękny, syn cesarza Maksymiliana I i Marii Burgundzkiej.
Wkrótce po koronacji Joanna zaczęła wykazywać objawy poważnej choroby umysłowej. W rezultacie w 1506 roku Filip obwołał się regentem panującym w jej imieniu. Zmarł niedługo później w niewyjaśnionych okolicznościach, najprawdopodobniej otruty przez obłąkaną żonę. Jako że ich najstarszy syn Karol miał tylko sześć lat, Cortes Generales zezwoliły ojcu Joanny, Ferdynandowi, na rządzenie krajem jako regent.

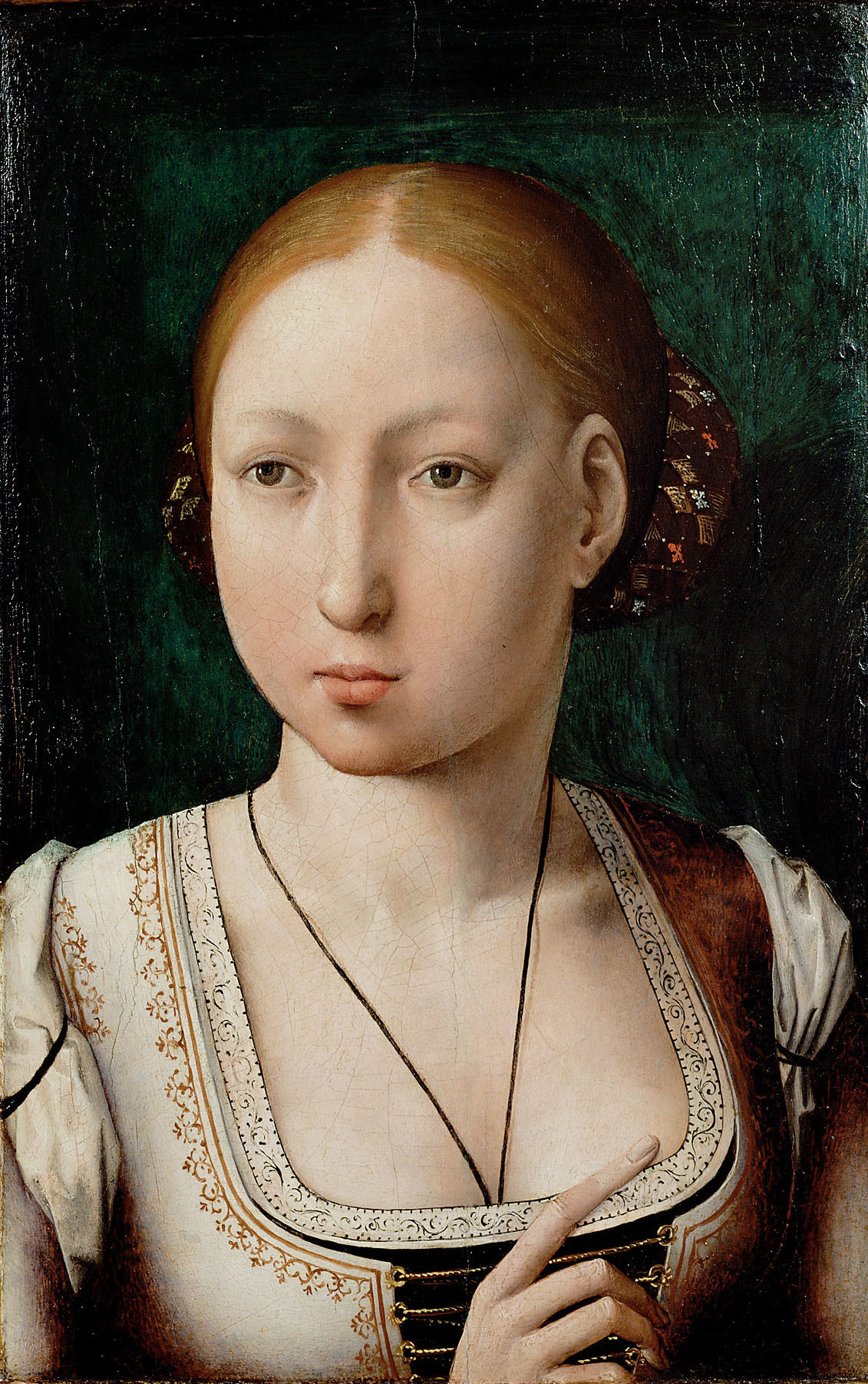
Joanna Szalona

Od tego czasu Hiszpania była zjednoczona pod jednym władcą, Ferdynandem II Aragońskim. Jako monarcha panujący samodzielnie Ferdynand prowadził bardziej agresywną politykę zagraniczną od tej, którą praktykował jako małżonek Izabeli, powiększając strefę wpływu politycznego o posiadłości włoskie, o które nieustannie walczył z Wenecją i Francją.
Pierwszym konfliktem militarnym była wojna Ligi z Cambrai, w której hiszpańscy żołnierze wyróżnili się w trakcie walk z Republiką Wenecji, m.in. podczas bitwy pod Agnadello (1509). Rok później Ferdynand przyłączył się do Świętej Ligi wymierzonej przeciwko Francji, mając nadzieję na odzyskanie Neapolu – do którego zgłaszał roszczenia dynastyczne – oraz Nawarry – którą gwarantowało mu małżeństwo z Germaine de Foix. Zwycięstwo nie było jednak tak przytłaczające jak to odniesione nad Wenecją i Francja ostatecznie zgodziła się na pokój w 1516, który ustanawiał francuskie zwierzchnictwo nad Mediolanem oraz uznawał hiszpańską władzę w północnej Nawarze. Ferdynand zmarł w tym samym roku.
Na tron wstąpił młody Karol (panujący jako Karol I), ostatecznie jednocząc monarchię hiszpańską pod jednym berłem. Odziedziczył wszystkie posiadłości hiszpańskie w Nowym Świecie oraz na Morzu Śródziemnym, a po śmierci ojca w roku 1516 otrzymał również Niderlandy, Hrabstwo Burgundii (Franche-Comté) oraz Flandrię. W 1519 roku, po śmierci swego dziadka Maksymiliana I, Karol odziedziczył habsburskie terytoria w Niemczech oraz został wybrany władcą Świętego Cesarstwa Rzymskiego Narodu Niemieckiego (jako Karol V). Jego matka zachowała tytuł królowej Kastylii aż do śmierci w roku 1555, jednak z powodu stanu jej zdrowia to Karol zgromadził całą władzę w swoim ręku. Uważa się, że był w tym czasie najpotężniejszym władcą wśród państw chrześcijańskich.
Zgromadzenie tak wielkiej potęgi w rękach jednego człowieka niepokoiło Franciszka I, króla Francji, który został otoczony przez terytoria Habsburgów. W 1521 roku Franciszek najechał hiszpańskie ziemie we Włoszech, rozpoczynając drugi francusko-hiszpański konflikt w tym stuleciu. Wojna okazała się tragiczna dla Francji, która poniosła sromotne klęski w bitwach pod Bikkoką (1522), Pawią i Landriano. Ostatecznie agresorzy zgodzili się na przekazanie Mediolanu koronie habsburskiej.

## Cesarz i król (1519–1556)

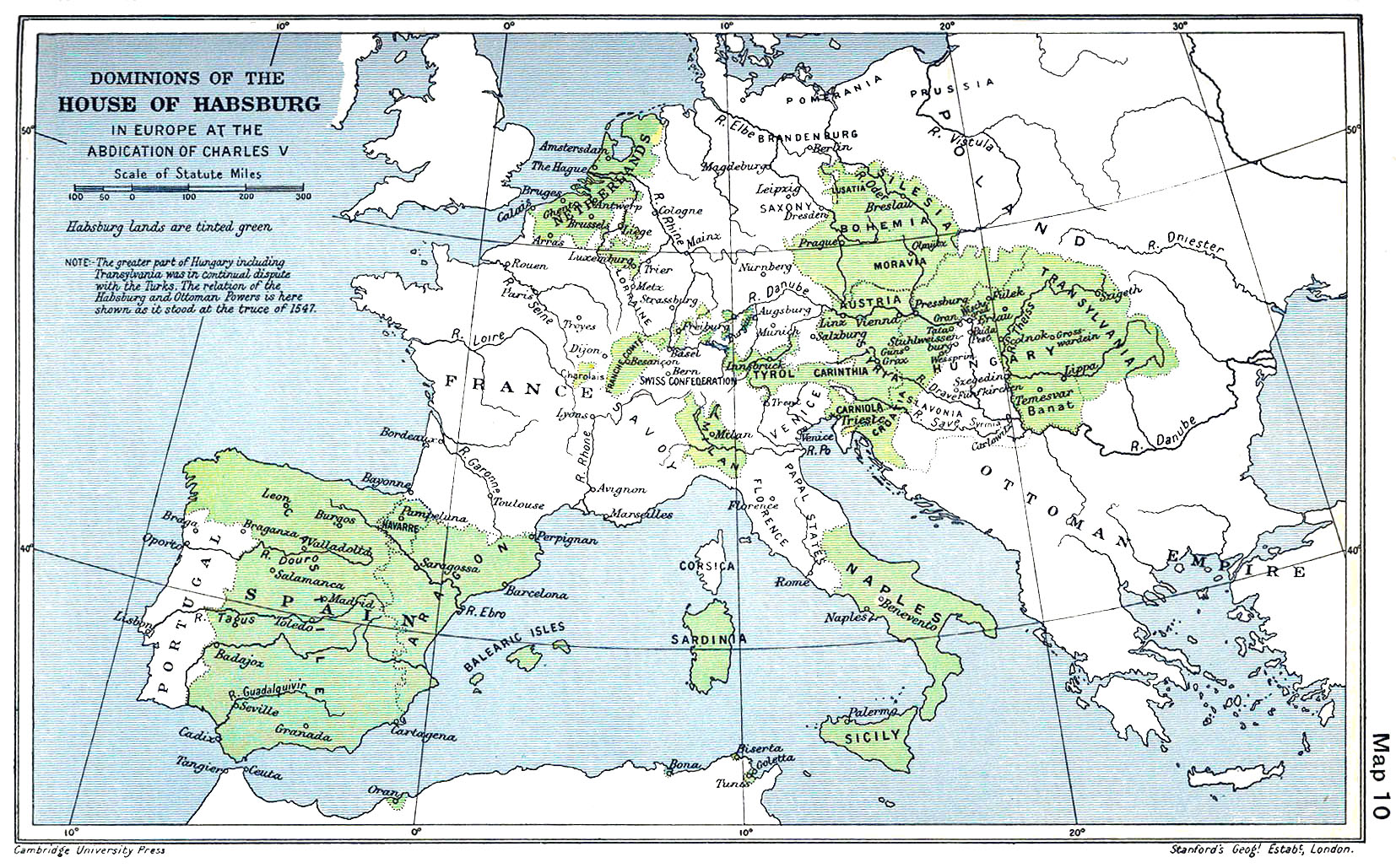
Zasięg imperium Habsburgów w Europie w 1540 roku

Zwycięstwo Karola w bitwie pod Pawią w 1525 roku zaskoczyło Włochów i Niemców oraz potwierdziło ich obawy, iż może on poszukiwać jeszcze większej władzy i uciekać się do konfrontacji militarnych. Papież Klemens VII zmienił wówczas strony, dołączając do sił francusko-włoskich i wraz z nimi zaatakował monarchię habsburską w wojnie Ligi z Cognac. W 1527 roku Karol V, sprowokowany przez papieża, który starał się wpływać na świeckie – według Karola – sprawy, najechał i zdobył Rzym (Sacco di Roma).
Papiestwo zostało wtedy ośmieszone do tego stopnia, że zarówno Klemens, jak i jego następcy zaczęli zachowywać znacznie większy umiar w mieszaniu się w sprawy pozakościelne. Aby polepszyć relacje z Karolem, papież odmówił unieważnienia małżeństwa Henryka VIII z Katarzyną Aragońską (ciotką Karola). Pokój barceloński, zawarty pomiędzy Karolem i papieżem Klemensem w roku 1529, oznaczał cieplejsze stosunki obu władców, określał Królestwo Hiszpanii obrońcą wiary katolickiej oraz uznawał Karola za prawowitego króla Lombardii. W zamian za to hiszpańska interwencja zbrojna pomogła w rozbiciu powstania w Republice Florenckiej.
W 1543 roku Franciszek I, król Francji, ogłosił swój bezprecedensowy sojusz z sułtanem osmańskim Sulejmanem Wspaniałym oraz przystąpił do okupacji hiszpańskiej Nicei. Henryk VIII, który żywił ogromną niechęć do Francuzów, przystąpił wraz z Karolem do inwazji na terytoria francuskie. Pomimo rozbicia armii hiszpańskiej w bitwie pod Ceresole w Sabaudii, siły Henryka radziły sobie lepiej i ostatecznie Francja została zmuszona do przyjęcia w roku 1544 warunków pokojowych. Austriacy dowodzeni przez młodszego brata Karola, Ferdynanda, zaangażowali się w walki z Turkami na Bałkanach. Po ustabilizowaniu sytuacji Karol mógł zająć się swoim starym problemem – związkiem szmalkaldzkim.
Reformacja w Niemczech rozpoczęła się w 1517 roku. Karol, w związku ze swoją pozycją cesarza, rozległymi posiadłościami niemieckimi oraz bliskimi stosunkami z habsburskimi krewnymi w Austrii, starał się zachować stabilność polityczną w granicach Cesarstwa. Wojna chłopska w Niemczech wybuchła w roku 1524 i ogarnęła większość ziem aż do brutalnego stłumienia w roku 1526. Od 1531 roku protestanci byli zorganizowani w ligę o charakterze obronnym, której celem była wzajemna ochrona przed zakusami cesarza Karola V.
Pod protekcją Ligi Szmalkaldzkiej kraje protestanckie dopuściły się czynów oburzających katolickie instytucje kościelne – m.in. konfiskaty terytoriów należących do dostojników – urągając tym samym autorytetowi cesarza. Liga sprzymierzyła się z Franciszkiem I, który jednak po porażce w 1544 roku został zmuszony do unieważnienia sojuszu. Karol starał się to wykorzystać – najpierw pokojowo podczas soboru w Trydencie w roku 1545. Protestanci jednak, urażeni stanowiskiem katolików w procesie negocjacyjnym, wyruszyli na wojnę pod przywództwem elektora Saksonii, Maurycego.
Karol najechał tereny niemieckie na czele wojsk holendersko-hiszpańskich, mając nadzieję na przywrócenie autorytetu cesarskiego. Poprowadził armię między innymi do znaczącego zwycięstwa w bitwie pod Mühlbergiem w roku 1547. W 1555 roku Karol podpisał traktat pokojowy w Augsburgu, przywracając stabilizację oraz ustanawiając bardzo niepopularną w kręgach hiszpańskiego i włoskiego duchowieństwa zasadę cuius regio, eius religio. Jego zaangażowanie w wojnę niemiecką ugruntowało rolę Hiszpanii jako protektora sprawy Habsburgów w obrębie cesarstwa. Siedem dekad później doprowadziło to do wojny, która ostatecznie obniżyła wysoką pozycję Hiszpanii wśród potęg europejskich.
W roku 1526 Karol ożenił się z Izabelą, siostrą Jana III, króla Portugalii. W 1556 roku abdykował, przekazując hiszpańskie imperium (wraz z Niderlandami, ziemiami włoskimi i Burgundią) swemu synowi Filipowi II, a ziemie austriackie bratu, Ferdynandowi. Sam wycofał się do klasztoru w Yuste (Estremadura, Hiszpania), gdzie prawdopodobnie przeżył załamanie nerwowe. Zmarł w 1558 roku.

## Od San Quentin do Lepanto (1556–1571)

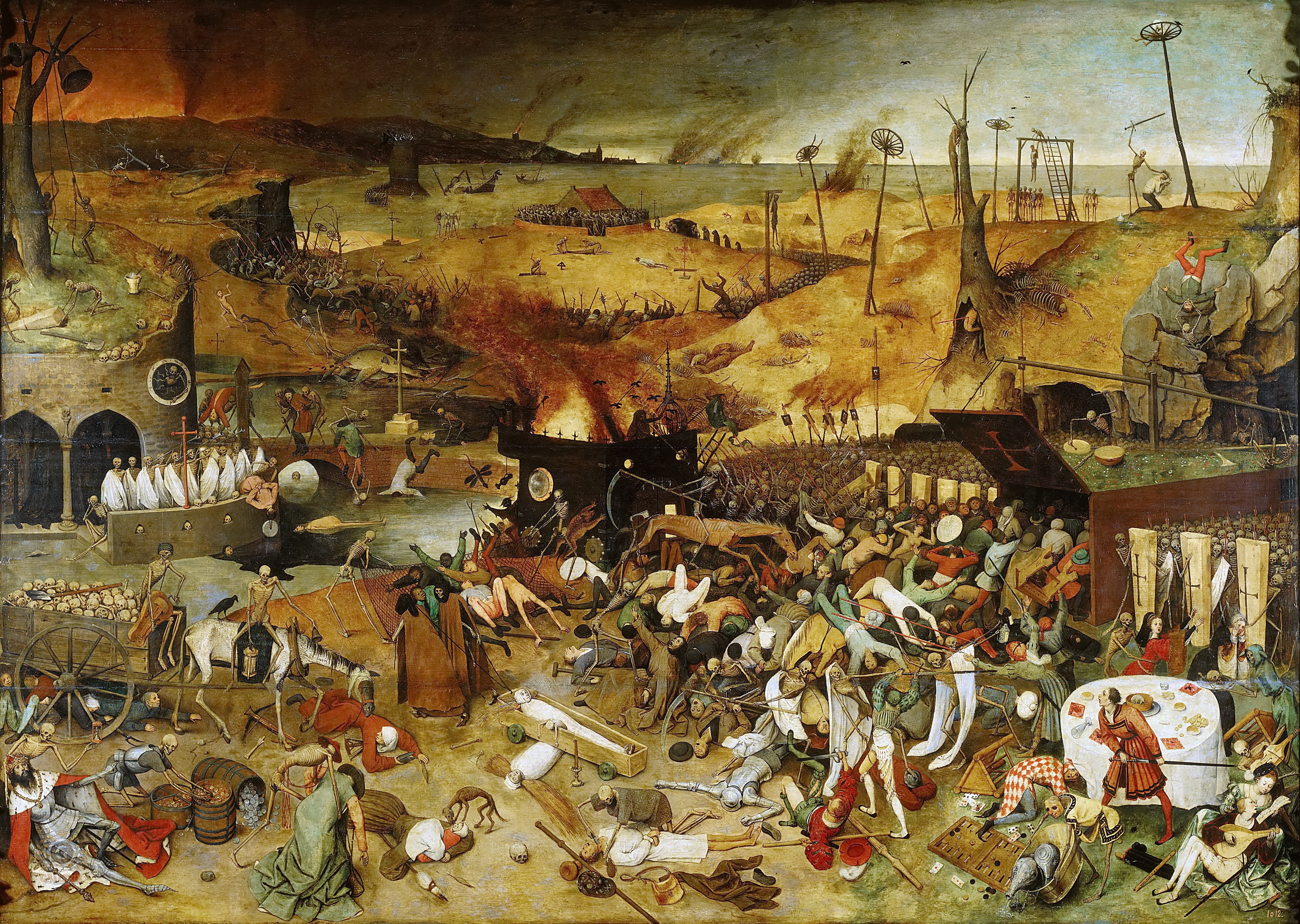
Triumf Śmierci Petera Breughela Starszego pokazujący pacyfikację Niderlandów

Gdy w 1547 do władzy we Francji doszedł Henryk II, od razu odnowił konflikt z Hiszpanią. Syn Karola, Filip II, przeprowadził wtedy błyskawiczną wojnę ofensywną, pokonując Francuzów pod San Quentin w Pikardii w 1557 oraz pod Gravelines tego samego roku. Zawarty w 1559 roku pokój z Cateau-Cambrésis ostatecznie potwierdził hiszpańskie posiadłości we Włoszech.
W trakcie świętowania zawartego traktatu Henryk zmarł po ugodzeniu przez drzazgę ze złamanej kopii. Francję przez następne 30 lat nawiedzały wojny domowe i niepokoje polityczne (zob. francuska wojna o religię), co uniemożliwiło temu krajowi efektywne konkurowanie z Hiszpanią i Austrią w walkach o wpływy w Europie. Pozbawieni poważnych konkurentów Hiszpanie przystąpili do ekspansji gospodarczej, handlowej i kolonialnej, osiągając szczyt swojej potęgi w latach 1559–1643. Karol i jego potomkowie, pomimo iż wyjątkowo dbali o zachowanie stabilności w obrębach monarchii hiszpańskiej, postrzegali ją jedynie jako część swojego imperium. Nie przykładali uwagi do jej rozwoju i obrony interesów, koncentrując się przede wszystkim na ogólnych celach rodu – co oznaczało osłabianie siły Francji i Imperium Osmańskiego oraz utrzymywanie katolickiej hegemonii na terenie Niemiec. Ten właśnie stracony czas, który m.in. Anglia i Holandia poświęcały na dynamiczny rozwój, przyczynił się do powolnego upadku Hiszpanii.
Hiszpańskie imperium kolonialne stopniowo rosło od czasów Ferdynanda i Izabeli (zob. hiszpański podbój Ameryki, hiszpańska kolonizacja Ameryki Północnej). Aztekowie i Inkowie zostali podbici w trakcie rządów Karola, kolejno w latach 1519–1521 i 1540–1558. Hiszpańskie osady były zakładane w Nowym Świecie – Buenos Aires w 1536, Kolumbia w 1530, Manila na Filipinach w 1572, a Floryda w latach 60. Zamorskie terytoria dostarczały Hiszpanii bogactw, jednak przyczyniły się również do zjawiska hiperinflacji. Zamiast wzmacniać hiszpańską ekonomię, srebro i złoto uczyniły ją zależną od zagranicznych źródeł surowców i dóbr. Ekonomiczna i socjalna rewolucja w najlepsze trwająca w Anglii i Francji, ominęła Półwysep Iberyjski szerokim łukiem.

Bitwa pod Lepanto

Po zwycięstwie nad Francją w 1559 roku wzrosły ambicje Filipa, który czynił coraz śmielsze plany. Osmańska Turcja, od dawna zagrażająca habsburskim rządom na Bałkanach i w północno-zachodniej Afryce, miała stać się jego następnym celem. Wiele lat wcześniej ekspedycja wysłana przez Ferdynanda i Izabelę odbiła Melillę w 1497 i Oran w 1509. Karol, ojciec Filipa, wolał podczas walk z muzułmanami kłaść nacisk na działania morskie, utrudniając Turkom desanty na weneckie terytoria (Kretę, Korfu, Wyspy Jońskie). W 1565 roku Hiszpania pokonała wojska tureckie podczas bitwy o strategicznie ważną Maltę, której garnizon dowodzony był przez zakon joannitów.
Tego samego roku zmarł Sulejman Wspaniały, a do władzy doszedł znacznie mniej uzdolniony Selim II, który zdecydował się na przeniesienie działań wojennych na tereny ojczyste. W 1571 ekspedycja morska dowodzona przez bastarda Karola V, Juana z Austrii, zniszczyła całkowicie flotę turecką w bitwie pod Lepanto, eliminując widmo tureckich statków zagrażających Morzu Śródziemnemu, oraz zakończyła długi okres dominacji floty Imperium Osmańskiego na Morzu Śródziemnym. Była także pierwszą oznaką słabnięcia wielkiej potęgi osmańskiej.

## Pierwsze poważne problemy (1571–1598)
Radość w Madrycie nie trwała długo. W 1566 w Niderlandach Hiszpańskich wybuchło powstanie, które stłumić miała armia księcia Alby. Dwa lata później Wilhelm I Orański przeprowadził nieudaną próbę obalenia krwawego dyktatora, co dało początek wojnie osiemdziesięcioletniej, ostatecznie zakończonej uzyskaniem przez Niderlandy niepodległości. Hiszpanie, którzy znaczną część swojego bogactwa zawdzięczali pełnym manufaktur i rozwiniętym handlowo Niderlandom – a w szczególności portowej Antwerpii – za wszelką cenę starali się utrzymać porządek oraz swoją władzę nad Holandią. W 1572, grupa holenderskich najemników, znanych jako watergeuzen („morscy żebracy”) zdobyła kilka miast portowych, ogłosiła swoje poparcie dla Wilhelma oraz odwołała władzę hiszpańską.

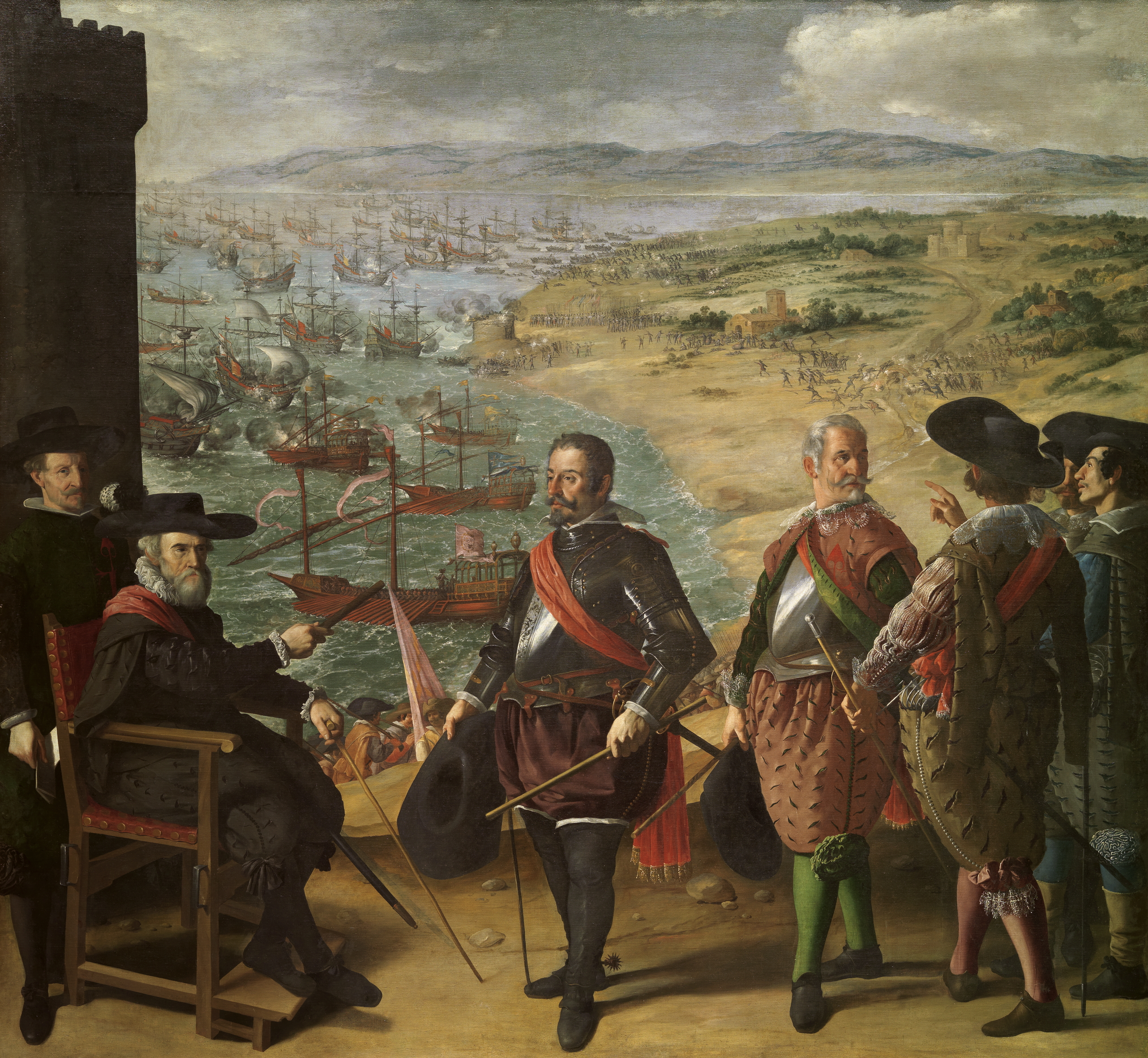
Diego Velázquez, Bitwa o Kadyks

Dla Hiszpanii wojna była klęską. W 1574 armia hiszpańska pod dowództwem Ludwika de Requesénsa musiała zakończyć oblężenie Leiden po tym, jak Holendrzy zniszczyli tamy chroniące nizinne prowincje przed żywiołem Morza Północnego. W 1576, kiedy kraj musiał uporać się z utrzymaniem 80-tysięcznej armii i 300-okrętowej floty, Filip zmuszony był ogłosić bankructwo. Armia w Holandii wkrótce dokonała przewrotu, zdobyła Antwerpię i rozpoczęła bezwzględne pustoszenie południowej Holandii, tylko zachęcając tamtejsze prowincje do przyłączenia się do powstania. Hiszpanie wybrali drogę negocjacji i ostatecznie udało im się przywrócić pokój w południowych prowincjach, podpisując unię z Arras w 1579. Porozumienie zmuszało oddziały hiszpańskie do opuszczenia Flandrii i Hrabstwa Burgundii (Franche-Comte).
W 1580, po śmierci Henryka Cnotliwego, ostatniego męskiego potomka portugalskiej dynastii rządzącej, Filip mógł umocnić swoją pozycję w Europie. Wysunął pretensje do portugalskiego tronu na podstawie niezbyt jasnych koligacji rodowych oraz wysłał armię pod księciem Albą, aby zapewnić sobie sukcesję. Pomimo iż hiszpańska okupacja nie podobała się Portugalczykom równie mocno jak Holendrom, Filip został koronowany na króla Portugalii. Jego nowo stworzone imperium zajmowało większość znanego Nowego Świata oraz ogromne terytoria w Afryce i Azji.

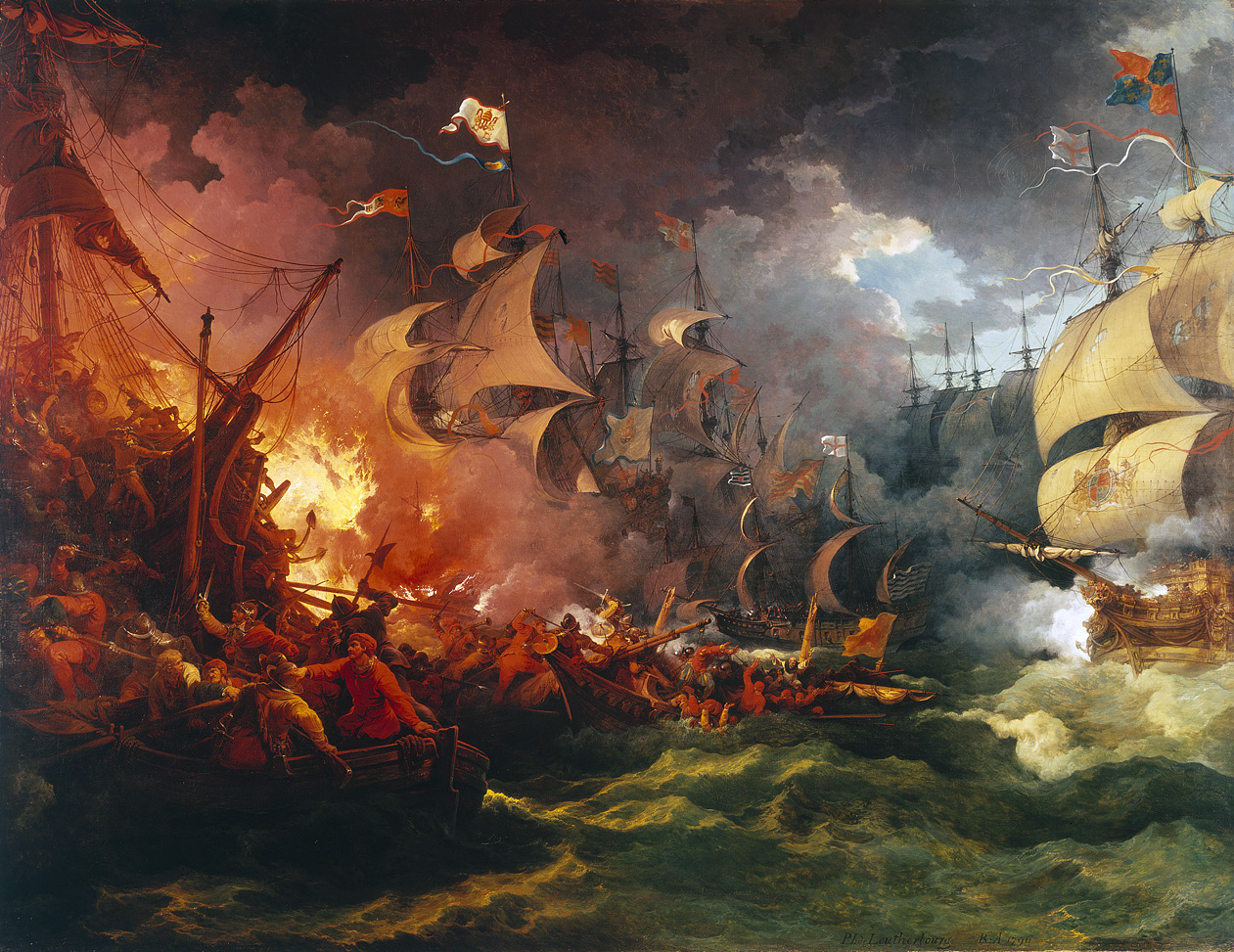
Wielka Armada

Panowanie w Portugalii wymagało ogromnych nakładów na siły okupacyjne, a Hiszpania wciąż nie mogła się podnieść po bankructwie z 1576 r. W 1584 Wilhelm Cichy został zamordowany przez obłąkanego katolickiego fundamentalistę, jednak mimo śmierci największego przywódcy holenderskiego ruchu oporu wojna nie zakończyła się. W 1586 r. królowa Elżbieta I poparła protestantów w Holandii i Francji, a jej najznamienitszy admirał – Francis Drake – rozpoczął zmasowane ataki na hiszpańskie statki handlowe na Morzu Karaibskim oraz Oceanie Spokojnym. Szczególnie pamiętana jest bitwa o Kadyks, kiedy Drake zniszczył trzon stacjonującej tam armady hiszpańskiej. W 1588, mając nadzieję na ostateczne wyeliminowanie knowań Elżbiety, Filip wysłał flotę ku wybrzeżom Anglii. Ze 130 wysłanych statków powróciła tylko połowa, a 20 tys. transportowanych nimi piechurów zaginęło w odmętach Oceanu Atlantyckiego. Ten tragiczny rezultat, związany z niesprzyjającymi warunkami pogodowymi oraz pewną dozą szczęścia sił floty brytyjskiej, zapoczątkował koniec hiszpańskiej supremacji na otwartych morzach.
Hiszpania zaangażowała się w wojny religijne we Francji po śmierci Henryka II. W 1589 r. Henryk III, ostatni z dynastii Walezjuszów, zmarł u murów Paryża. Jego następca, Henryk IV z Nawarry, pierwszy król z rodu Burbonów, był osobą o niesłychanych talentach dyplomatycznych oraz przywódczych – odniósł zwycięstwa nad Ligą Katolicką pod Arques w 1589 oraz Ivry w 1590 r. Nie chcąc dopuścić do koronacji Henryka, Hiszpanie podzielili swoje siły w Holandii i zaatakowali Francję w roku 1590.

## „Bóg jest Hiszpanem” (1596–1626)
Tocząc wojny z Anglią, Francją i Holandią, których armie prowadzone były przez wybitnych dowódców i strategów, znajdująca się w kryzysie gospodarczym Hiszpania nie miała żadnych szans. Dodatkowych problemów przysparzali Hiszpanom piraci, napadając na ich statki transportowe na Atlantyku i prawie całkowicie przerywając ważne dostawy złota z Nowego Świata. W końcu monarchia hiszpańska zmuszona była po raz wtóry ogłosić bankructwo – tym razem w 1596. Hiszpanie próbowali zakończyć prowadzone przez siebie walki, najpierw podpisując pokój w Vervins z Francją w 1598 r., który uznawał Henryka IV (katolika od 1593) za władcę Francji oraz przywracał wiele ustaleń z poprzedniego porozumienia z Cateau-Cambrésis. Kolejnym posunięciem było zawarcie w 1604 roku pokoju z Anglią, kiedy na tronie brytyjskim Elżbietę I zastąpił bardziej układny Jakub I Stuart.
Traktaty pokojowe z Anglią i Francją pozwoliły Hiszpanii skupić się na odzyskaniu władzy nad prowincjami holenderskimi. Holendrzy, dowodzeni przez syna Wilhelma Cichego, Maurycego Nassau, od 1590 zdobyli szereg miast granicznych – w tym bardzo ważną Bredę. Wtedy na scenę wkroczył Ambrosio Spinola, przerzucony z frontu angielskiego. Bezlitośnie nacierał na armię Maurycego, a jedynym powodem, dla którego nie podbił całych Niderlandów, było kolejne bankructwo Hiszpanii w 1607. W 1609 między walczącymi stronami został podpisany tak zwany rozejm dwunastoletni.
Podczas okresu zawieszenia broni Hiszpania poczyniła wiele dla naprawy swoich finansów, gospodarki oraz prestiżu. W Niderlandach rządy córki Filipa II, Izabeli Klary Eugenii i jej męża, arcyksięcia Alberta, przywróciły stabilizację na obszarach dzisiejszej Belgii oraz uspokoiły antyhiszpańskie nastroje społeczne. Następca na tronie Filipa II, Filip III, był raczej marnym władcą, który wolał, aby inni zajmowali się rządzeniem. Jego głównym ministrem został książę Lerma, który sprawność w zarządzaniu finansami wykorzystywał również do powiększania własnego majątku – przekupstwem i machlojkami zgromadził przez lata fortunę 44 mln talarów, która czyniła go jednym z najzamożniejszych ludzi w całej Europie. Tak potężny majątek przyciągał uwagę wrogów, którzy ostatecznie publicznie oskarżyli go o korupcję i defraudację. W 1618 Filip III na jego miejscu obsadził Don Baltazara de Zúñigę. Zarówno Lerma, jak i Filip nie przykładali uwagi do stosunków z Austrią, jednak Zúñiga, będący wieloletnim ambasadorem w Wiedniu, wierzył, że droga do umocnienia Hiszpanii i osłabienia Francji wiedzie właśnie przez sojusz z tym państwem.

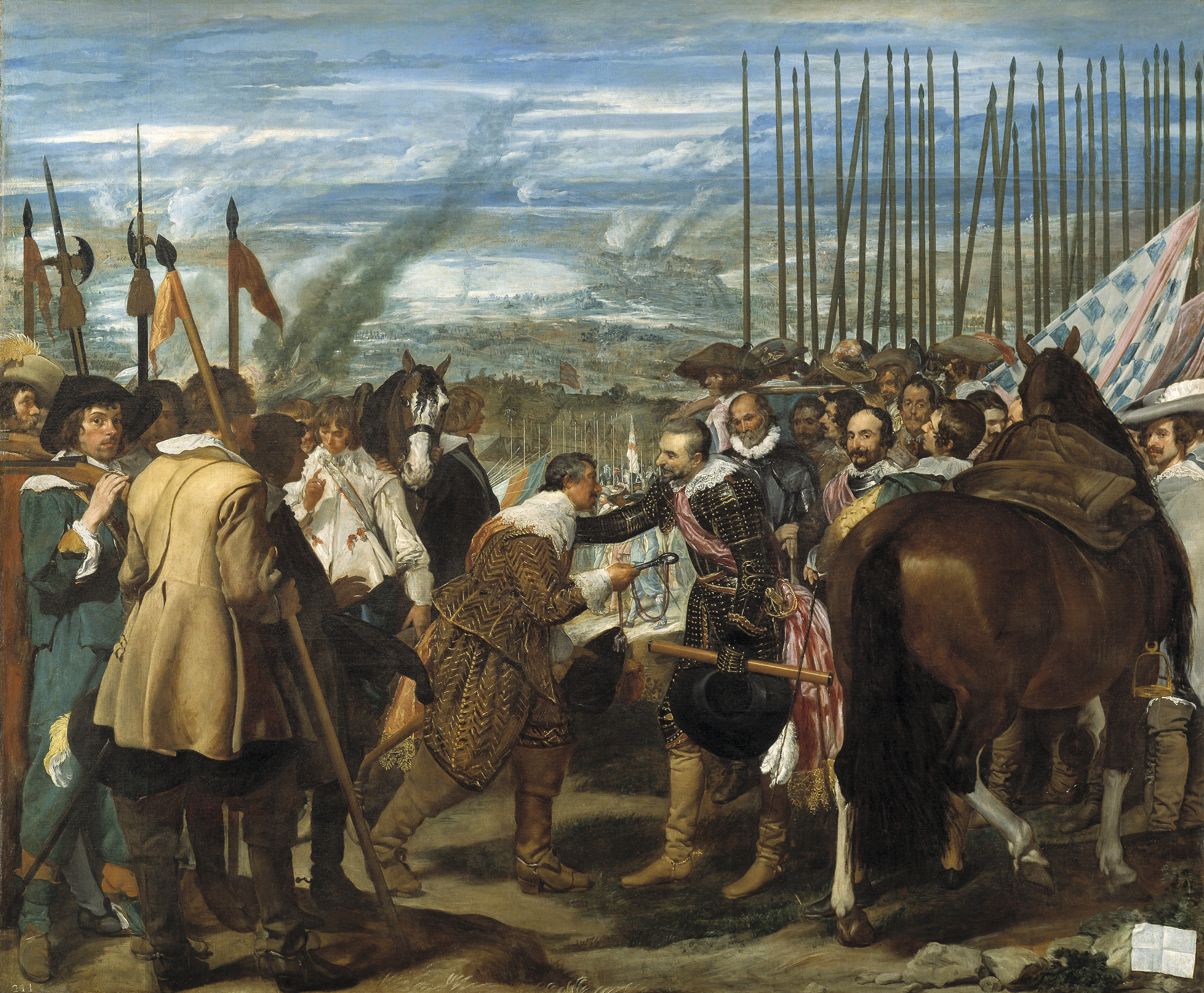
Poddanie Bredy Spinoli w 1625 r., Velazqueza

W 1618 roku sprowokowany defenestracją praską Ferdynand II wypowiedział wojnę Unii Ewangelickiej i Czechom. Zachęcony przez Zúñigę Filip wsparł austriackich Habsburgów, angażując tym samym swój kraj w wojnę trzydziestoletnią. Ambrosio Spinola, wzrastający talent sił hiszpańskich, został wysłany na czele Armii Flandryjskiej celem interwencji i udzielenia wszelkiej pomocy koalicjantom Austrii. W 1621 nieefektywny i mało przebojowy Filip III został zastąpiony na tronie przez znacznie bardziej aktywnego i pobożnego Filipa IV.
Następnego roku miejsce Zúñigi objął Gaspar de Guzmán, hrabia-diuk Olivares, który wierzył, że wszystkie nieszczęścia Hiszpanii orbitują wokół sprawy holenderskiej. Po początkowych niewielkich zwycięstwach Czesi zostali pokonani w 1620 roku w bitwie pod Białą Górą, a w 1623 roku wojska protestanckie poniosły klęskę w bitwie pod Stadtlohn. Wojna ze Zjednoczonymi Prowincjami rozgorzała na nowo w 1621, a Spinola zdobył Bredę w 1625. Wtedy do konfliktu po stronie protestanckiej włączył się Chrystian IV, król Danii i Norwegii, jednak został pokonany w 1626 roku przez wodza wojsk Ligi Katolickiej, Johana von Tilly, w bitwie pod Lutter am Barenberge. Kiedy protestanci przycichli, w Madrycie pojawiła się nadzieją na reinkorporację Niderlandów do korony. Francja znów uwikłana była w swoje niepokoje polityczne (słynne oblężenie La Rochelle rozpoczęło się w 1627), a powrót Hiszpanii na piedestał wydawał się nieunikniony. Wtedy to Olivares wypowiedział słowa: „Bóg jest Hiszpanem i walczy dziś za nasz kraj”.
Sukcesy militarne Hiszpanii zostały uwiecznione w sali tronowej pałacu Buen Retiro w Madrycie przez największych hiszpańskich malarzy.

## Droga do Rocroi (1626–1643)

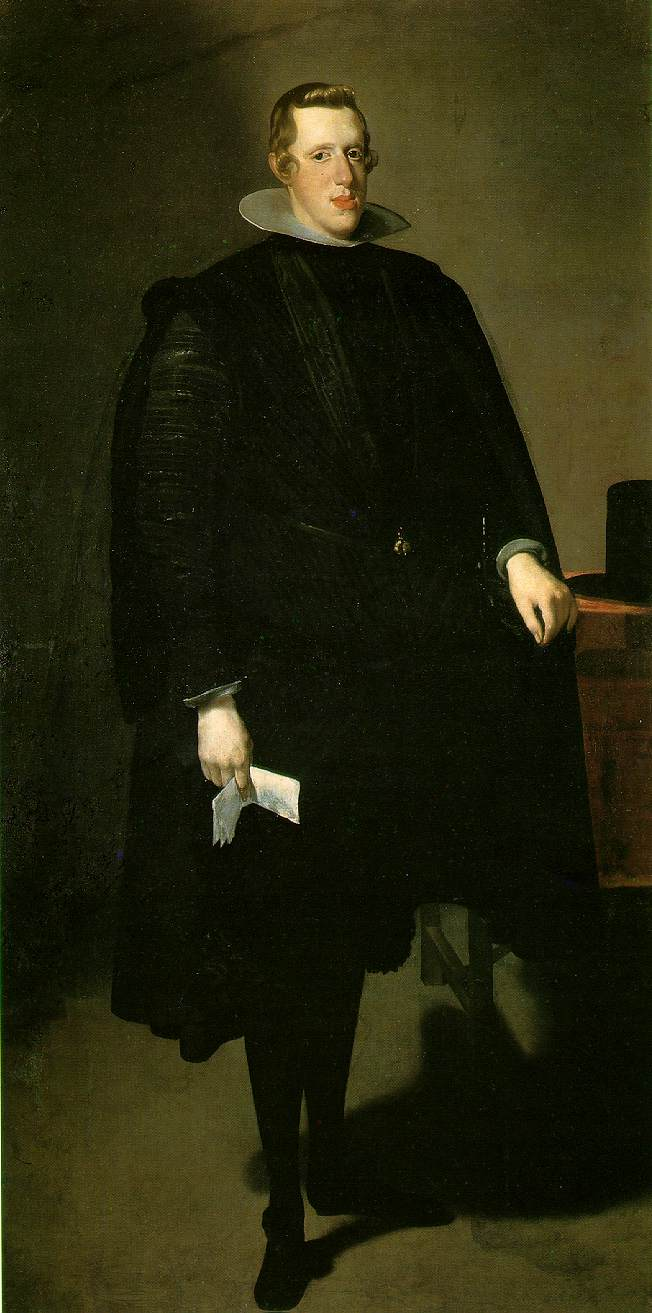
Filip IV, Velazqueza

Niestety, Olivares nie pasował do swoich czasów – wiedział, że Hiszpania potrzebuje nagłych reform, ale aby je przeprowadzić, musiał osiągnąć stabilizację polityczną. Jednym z jego priorytetów było ostateczne zniszczenie Zjednoczonych Prowincji, ponieważ za każdą koalicją wymierzoną przeciw Habsburgom stała holenderska moneta – bankierzy walczyli z hiszpańskim monopolem w Sewilli, a osadnicy i najemnicy na całym świecie próbowali podminować hiszpańsko-portugalską hegemonię. Wojna zdawała się iść po myśli Spinoli, a koniec problemów wydawał się bliski.
W 1627 roku hiszpańska gospodarka upadła po raz kolejny. Hiszpanie, próbując opłacić armię i sprostać kosztom wojny, zaczęli zmniejszać wartość swoich monet, a ceny w całym kraju gwałtownie wzrosły. Aż do 1631 roku na większości terenów kastylijskich panował handel wymienny związany z kryzysem walutowym, a rząd nie był w stanie zebrać jakichkolwiek podatków od chłopstwa, polegając całkowicie w tym względzie na zamorskich koloniach. Hiszpańskie oddziały na terenie Niemiec, w związku z zaprzestaniem przez dowództwo wypłaty żołdu, plądrowały gospodarstwa oraz grabiły wsie. Olivares, który podejmował coraz śmielsze kroki na płaszczyźnie podatkowej, był obwiniany za bezowocną i upokarzającą wojnę we Włoszech (tzw. wojna o sukcesję mantuańską) oraz niepowodzenia ekonomiczne. Holendrzy, którzy w trakcie rozejmu dwunastoletniego położyli szczególny nacisk na rozbudowę floty wojennej, całkowicie pogrążyli hiszpański handel morski – jedyną gałąź gospodarki, która utrzymywała kraj Filipa. Hiszpanie, po zniszczeniu Armady przez siły holenderskie, nie byli już w stanie opierać się niebezpieczeństwu ciągnącemu od strony wód.
W 1630 r. Gustaw Adolf, prawdopodobnie najzdolniejszy i najbardziej przewidujący dowódca tamtej epoki, dokonał desantu na północne Niemcy oraz przyszedł z odsieczą Stralsundowi – ostatniej twierdzy nieprzychylnej cesarzowi. Gustaw rozpoczął bezwzględne parcie w kierunku południowym, odnosząc znaczące zwycięstwa pod Breitenfeld i Lützen, przysparzając sprawie protestanckiej coraz więcej zwolenników. Szanse katolików wzrosły po śmierci Gustawa pod Lützen w 1632 oraz po niespodziewanym zwycięstwie sił cesarskich pod kardynałem Ferdynandem i Ferdynandem II w bitwie pod Nördlingen w roku 1634. Zdobywszy niewielką przewagę, cesarz zaproponował zmęczonym walką przeciwnikom traktat pokojowy w 1634. Wielu władców go zaakceptowało, w tym trzej najpotężniejsi – elektorzy Brandenburgii i Saksonii oraz król francuski.
Kardynał Richelieu był silnym zwolennikiem sił protestanckich i holenderskich oraz często wysyłał im fundusze i ekwipunek, mając nadzieję na utemperowanie pozycji Habsburgów w Europie. Richelieu stwierdził, że podpisany pokój praski kolidował z interesami francuskimi i wypowiedział wojnę Austriakom i Hiszpanom po paru miesiącach od jego zawarcia. Doświadczone siły hiszpańskie w początkowej fazie wojny odniosły szereg sukcesów, a armia okupująca Holandię wyruszyła w błyskawicznym marszu z północy, mając nadzieję na szybkie rozwiązanie problemu, zanim jeszcze Hiszpania zaczęłaby odczuwać piętno kolejnej wojny. Podczas tak zwanego année de Corbie (1636) armia Hiszpanii dotarła aż do Amiens i Corbie, bezpośrednio zagrażając Paryżowi i niemalże kończąc wojnę na swoich warunkach, jednak po roku 1636 Olivares przestraszył się wizji kolejnego bankructwa i armia nigdy już nie wdzierała się tak głęboko.

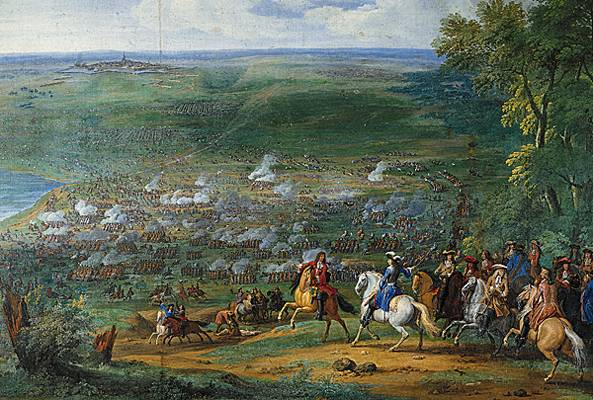
Bitwa pod Rocroi

Podczas bitwy o Downs w 1639 Armada została zdziesiątkowana przez holenderską flotyllę, uniemożliwiając władzom zaopatrywanie wojsk w prowincjach. Armia Flandryjska, składająca się z najlepszych hiszpańskich żołnierzy i dowódców, została zaatakowana przez Ludwika II Burbońskiego, księcia Condé pod Rocroi w 1643 roku. Hiszpanie pod dowództwem Francisco de Melo zostali całkowicie rozbici – francuska kawaleria zabiła bądź schwytała większość piechoty. Zakwestionowana została nieskazitelna reputacja oddziałów flandryjskich, a wraz z nią majestat i potęga Hiszpanii.

## Ostatni hiszpańscy Habsburgowie (1643–1700)
Wspierani przez Francuzów Katalończycy, Neapolitańczycy i Portugalczycy wzniecili bunt w latach 40. XVII wieku. Nadzieja na Niderlandy Hiszpańskie została pogrzebana po przegranej bitwie pod Lens w 1648, a traktat pokojowy podpisany w Westfalii uznawał ostatecznie niepodległość Zjednoczonych Prowincji, kończąc tym samym wojny osiemdziesięcioletnią i trzydziestoletnią. Wojna z Francją trwała jeszcze przez 11 lat – pomimo francuskich niepokojów i trwającej w latach 1648–1652 wojny domowej (zob. Fronda), ale zrujnowana ekonomicznie Hiszpania nie była w stanie zdobyć przewagi. Neapol został odbity w 1648, a Barcelona w 1652. Wojna zakończyła się dopiero po bitwie pod Dunkierką, gdzie armia francuska pod dowództwem marszałka de Turenne rozbiła pozostałości niegdyś świetnej hiszpańskiej armii. Hiszpanie w 1659 podpisali pokój pirenejski, który przekazywał Francji Rousillon, Foix, Artois i znaczną część Lotaryngii.
Powstanie w Portugalii zostało wzniecone w 1640 roku przez szlachtę. W grudniu 1640 ogłosiła królem Jana IV, władcę z dynastii Bragança. Hiszpanie, zaangażowani jeszcze wtedy w wojnę z Francją oraz targani szeregiem innych buntów i rewolt, nie mogli sobie pozwolić na żadną interwencję zbrojną aż do 1657. Kiedy w tym roku zmarł Jan IV, armia hiszpańska próbowała spacyfikować sprzymierzeńców jego syna i sukcesora, Alfonsa VI, jednak została pobita pod Ameixial w 1663 oraz Monte Claros w 1665. Traktat pokojowy z roku 1668 uznawał niepodległość Portugalii i jej niezależność od korony hiszpańskiej.

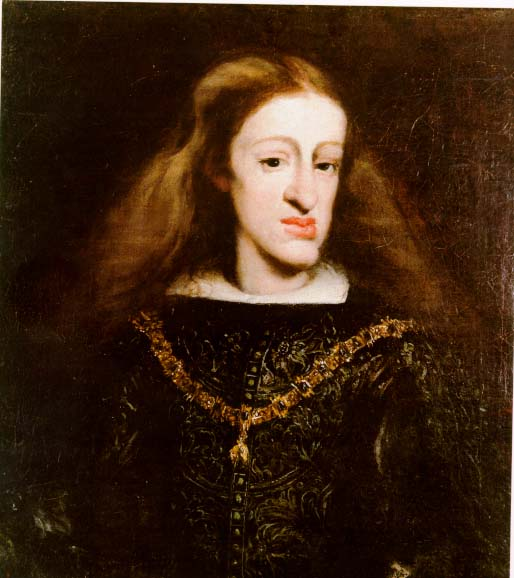
Karol II z charakterystycznym dla Habsburgów wysuniętym podbródkiem

Filip IV, za życia którego rozpadło się potężne imperium Hiszpanii, powoli popadał w stany depresyjne. W 1643 roku podjął ważną decyzję odwołania Olivaresa, a trzy lata później, w wieku 17 lat zmarł jego syn Baltazar Carlos. Pod koniec życia Filip zaczął przejawiać zainteresowania mistyczne i rozpaczliwie próbował naprawić część wyrządzonych krajowi szkód. Umierając w 1665, miał nadzieję, że jego jedynemu żyjącemu synowi, Karolowi, uda się cokolwiek zmienić. Niestety, Karol był zacofanym umysłowo kaleką, który przez całe swoje życie ulegał wpływom matki. Prowadząc prywatne boje ze swoją niedołężnością i dotykającymi go na dworze kpinami, nie był w stanie przykładać uwagi do naglących spraw królestwa.
W latach 1667–1668 Ludwik XIV rozpoczął wojnę dewolucyjną wymierzoną przeciwko pozostałościom Hiszpańskich Niderlandów. Ani Karol, ani jego matka nie byli w stanie przeciwstawić się bezwzględnej machinie wojennej wybitnego władcy francuskiego. Hiszpania straciła wtedy znaczne połacie terytoriów, między innymi miasta Lille i Charleroi. Wkrótce rozgorzała wojna dziewięcioletnia, w trakcie której Ludwik po raz wtóry zaatakował holenderskie posiadłości Hiszpanów. Jego armia, dowodzona przez księcia Luksemburga, pokonała Hiszpanię pod Fleurus (1690) oraz walczące po stronie Karola Niderlandy. Wojna zakończyła się utratą prawie całych Hiszpańskich Niderlandów, w tym m.in. bardzo ważnych miast Gandawa i Luksemburg. Pokazała światu również, jak zacofane i bezużyteczne są hiszpańskie mechanizmy obronne i urzędnicze – nieefektywny rząd w Madrycie nie podjął żadnych kroków, żeby je zreformować.
Świat w ostatnich dekadach XVII wieku był świadkiem stagnacji i rozkładu Hiszpanii. Kiedy reszta Europy przechodziła przez ważne przemiany polityczne i społeczne – Król Słońce we Francji, chwalebna rewolucja w Anglii – Hiszpania żyła we własnym świecie biurokracji i korupcji. Aparat urzędniczy, wykształcony na charyzmatycznych, inteligentnych i obrotnych postaciach Karola I oraz Filipa II, wymagał silnego i zdolnego monarchy. Słabość Filipa III i Filipa IV doprowadziła do ostatecznego wymazania Hiszpanii z areny międzynarodowej. Bezdzietny Karol II na łożu śmierci jako swojego następcę wyznaczył księcia Filipa de Anjou Burbona, nie chcąc, aby jego kraj dziedziczył Habsburg. Zmarł w 1700, dokładnie 200 lat po narodzinach Karola I. Doprowadziło to do wojny o tron w Hiszpanii.

## Społeczeństwo i inkwizycja (1504–1700)

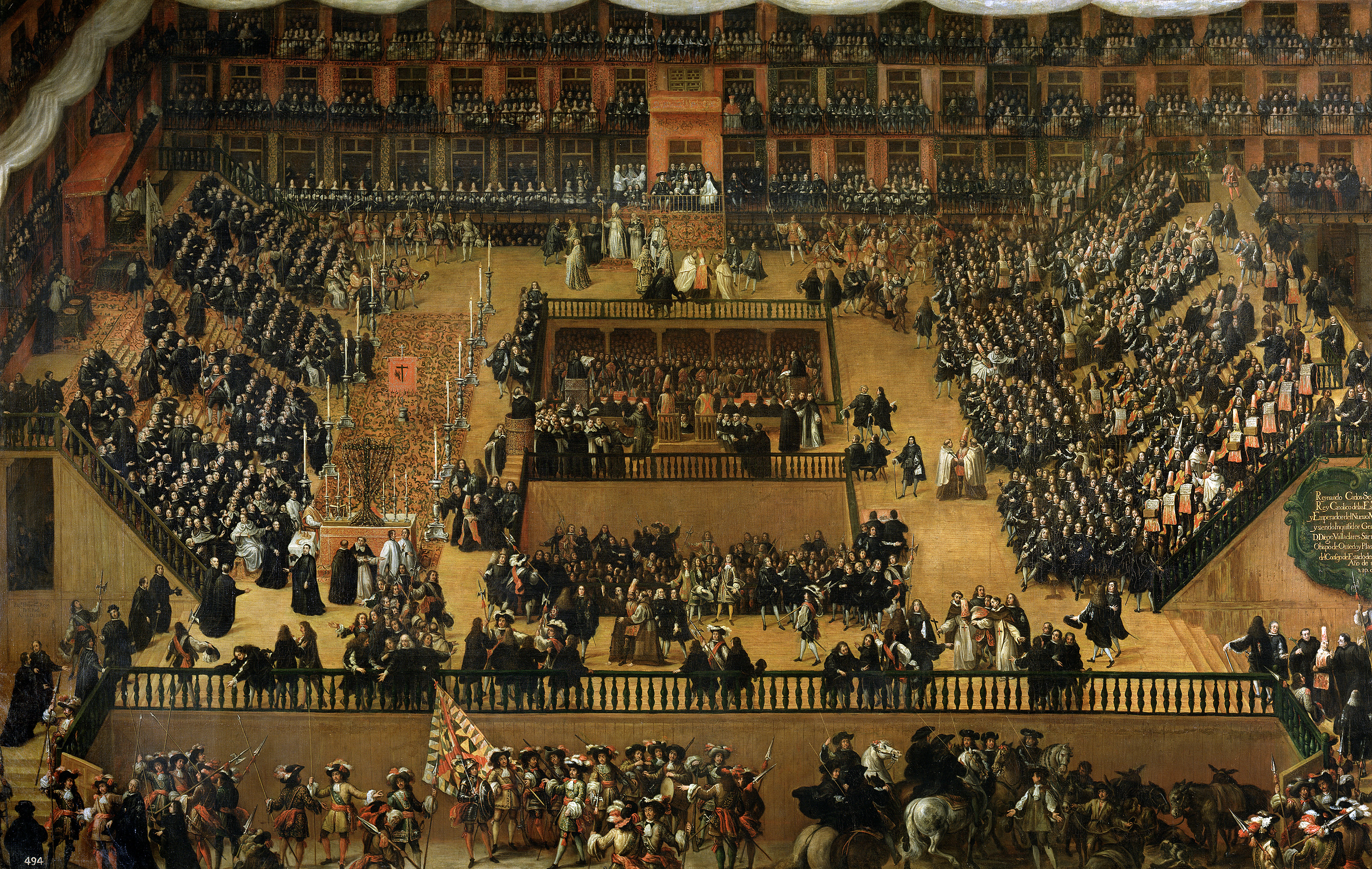
Auto da fe Francisco Ricciego przedstawiający proces czarownic

Instytucja hiszpańskiej inkwizycji została powołana do życia za rządów Ferdynanda i Izabeli, a rozpadła się dopiero w XIX wieku. Karol I ustanowił ją formalnym urzędem sądowniczym podległym hiszpańskiemu rządowi, jednak z czasem usamodzielniła się i stała się zależna jedynie od ciała biskupiego. Swoim działaniem zachęcała do fałszywych oskarżeń, zdrady i denuncjacji – stała się sposobem na wrogów, zazdrosnych przyjaciół, a nawet skłóconych małżonków chcących zagarnąć dla siebie całość majątku. Każde oskarżenie, nawet zupełne bezpodstawne i kłamliwe, prowadziło do wnikliwego śledztwa, a potem długiego procesu, w trakcie którego reputacja i dobre imię oskarżonego były bezpowrotnie tracone. Tak zwane auto da fé (z port. „akt wiary”), czyli publiczne wyznanie win (a w razie braku takiego wyznania – publiczne potępienie i skazanie na stos) było ceremonią pełną poniżeń i upokorzeń.
Filip II znacznie rozwinął zasięg działania inkwizycji, a podległość ortodoksji kościoła ustanowił jako jeden z najważniejszych celów swojej polityki. W 1559, trzy lata po dojściu Filipa do władzy, uchwalono przepisy zakazujące studentom podróży zagranicznych oraz wprowadzające cenzurę, na której czele stali dostojnicy inkwizycji. Pod groźbą kary śmierci zabroniono importu i druku książek bez pozwolenia władz. Starano się usunąć wszystkie dzieła luterańskiej i kalwińskiej literatury, mając nadzieję na uniknięcie panującego we Francji chaosu.

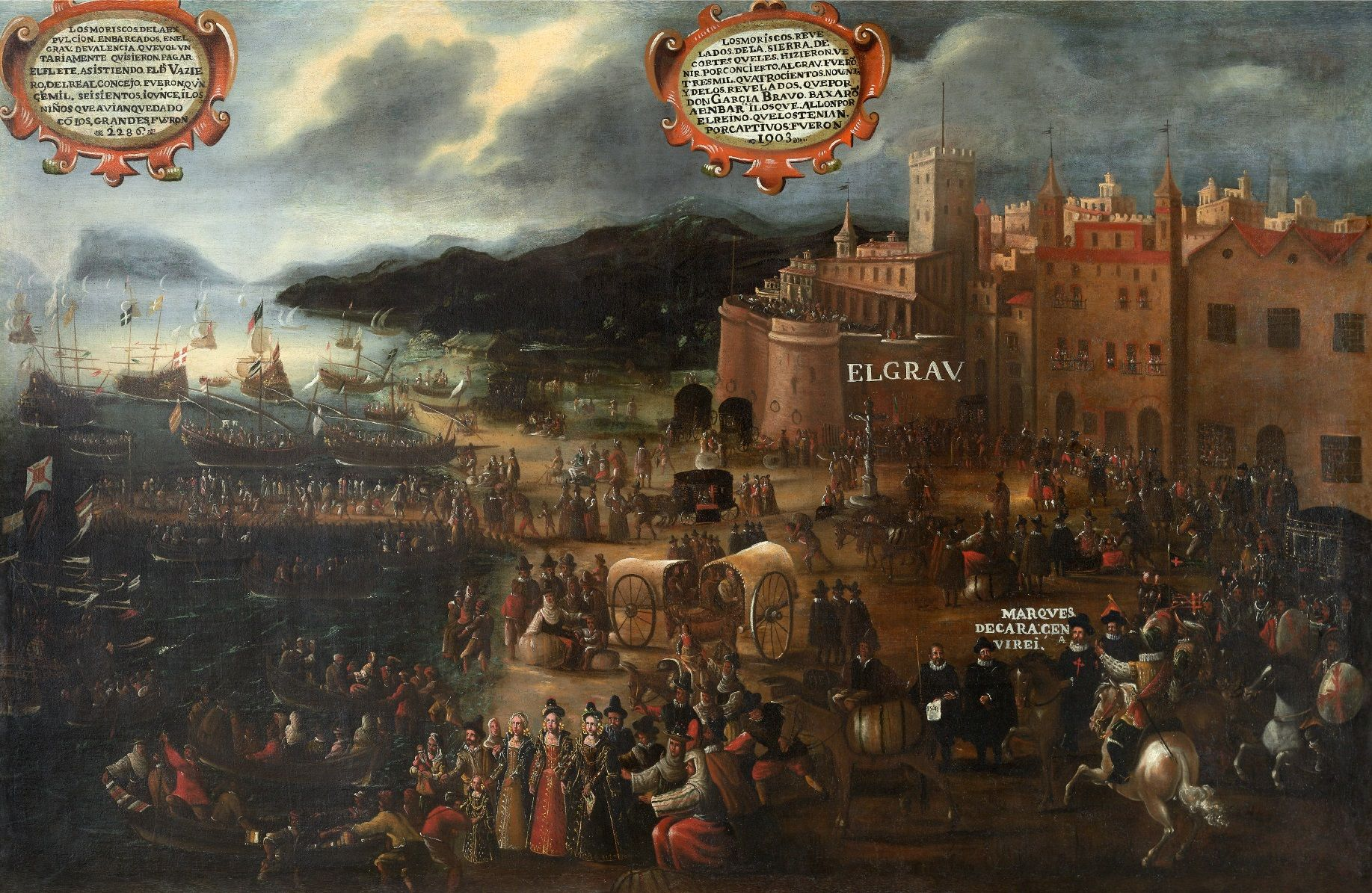
Wygnanie morysków z Iberii

Jednym z celów inkwizycji było ściganie radykałów, którzy próbowali zmienić poglądy na niektóre doktryny kościelne w myśl reform protestanckich. Przemiany nie odniosły żadnego skutku, a Hiszpania po rekonkwiście stała się kolebką kontrreformacji. Prym w hiszpańskiej myśli kontrreformacyjnej wiodły dwie osoby – św. Teresa z Avili (znana w Polsce m.in. jako Teresa od Jezusa) oraz Ignacy Loyola. Teresa nawoływała do powrotu do pełnego monastycyzmu oraz przywrócenia niektórych starodawnych tradycji pokutnych. Wielokrotnie doświadczała mistycznych ekstaz oraz stała się wpływową postacią hiszpańskiej sztuki – jej dzieł wymienić można m.in. Życie (Libro de mi vida) oraz Drogę doskonałości (Camino de perfeccion, 1565–1570). Ignacy Loyola, założyciel zakonu jezuitów, był znany w Europie ze swoich poglądów na temat doskonałości umysłu oraz wkładu, który wniósł w ustanawianie powszechnej edukacji w Europie. W 1625, u szczytu potęgi Hiszpanii, książę Olivares założył w Madrycie jezuickie colegia imperial, którego celem było zapoznawanie szlachty z naukami humanistycznymi oraz sztuką wojenną.
Potomkowie Maurów z południowej Hiszpanii zostali siłą zmuszeni do przyjęcia chrześcijaństwa w 1502, jednak za rządów Karola I mogli cieszyć się pewnym zakresem swobód – mogli przestrzegać swoich zwyczajów, ubioru i języka, a prawa dotyczące religii były często ignorowane. W 1568 roku Filip II wymógł odnowienie starych praw, a Maurowie wzniecili powstanie (zob. powstanie Maurów), które zostało stłumione przez włoskie oddziały Juana z Austrii (jednak Maurowie wycofali się w góry i niektóre oddziały działały aż do 1570). Jednym z następstw rebelii były masowe wysiedlenia – rebelianci zostali zastąpieni na terenach wiejskich przez ponad 12 tys. chrześcijan. W 1609, z inicjatywy księcia Lermy, Filip III wydalił prawie 300 tys. Maurów do północnej Afryki.

## Biurokracja (1504–1700)
Hiszpania, po rozwoju kolonialnym w Nowym Świecie oraz podboju państw Azteków i Inków, uzyskała stałe źródło wydobycia złota, którego większość Karol I wykorzystał podczas wojen w Europie. W latach 40. XVI wieku w Potosi i Guanajuata odkryto ogromne złoża srebra, które gwarantowało imperium hiszpańskiemu stałe źródło dochodów. Wtedy to bicie monet pozostawiono prywatnym przedsiębiorcom oraz wprowadzono nowy podatek, tzw. quinto real, w ramach którego rząd dostawał piątą część wydobywanego srebra. Pomimo rozległych terenów do kontrolowania, aparat urzędniczy całkiem dobrze radził sobie w pobieraniu tego podatku – każda sztabka metalu musiała przejść przez Urząd Handlu w Sewilli, który podlegał bezpośrednio Radzie Indii, a wydobycie rtęci, która była niezbędna do uzyskiwania srebra z rudy, podlegało państwu.
Pomimo iż początkowa faza podboju kontynentów amerykańskich charakteryzowała się raczej nieregularnymi dostawami złota, już w latach 50. kruszec ten stał się stałym źródłem dochodu. Inflacja w Hiszpanii spowodowana była przede wszystkim ogromnym zadłużeniem państwa – Karol większość swoich wojen prowadził, będąc pod kreską, a w końcu w 1557, rok po jego abdykacji, Hiszpania musiała ogłosić bankructwo.

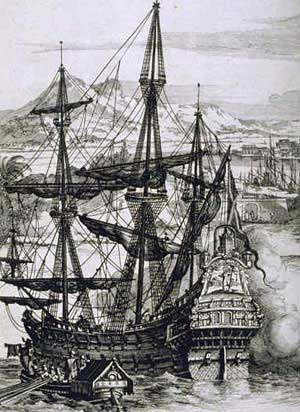
Galeon floty hiszpańskiej

Skonfrontowani z rosnącym zagrożeniem ze strony piratów, Hiszpanie zaadaptowali bezprecedensowy system konwojów. Statki transportowe pod eskortą ciężkozbrojnych okrętów wojennych opuszczały porty amerykańskie w kwietniu i sierpniu każdego roku. System okazał się bardzo skuteczny; na przestrzeni lat tylko dwa konwoje zostały całkowicie zdobyte – w 1628 i 1656, kolejno na rzecz Holendrów i Anglików, cały czas jednak okręty były atakowane przez korsarzy, narażając admiralicję Wielkiej Armady na kosztowne naprawy.
Rozwój hiszpańskich kolonii w Nowym Świecie był nadzorowany przez aparat urzędniczy z Sewilli, który tylko w niewielkim stopniu podlegał rządowi w Madrycie. Głównym priorytetem Karola I i Filipa II było uspokojenie sytuacji w Europie, więc poszczególnymi terytoriami w Ameryce zarządzali wicekrólowie i lokalni administratorzy. Habsburgowie traktowali kolonie bardziej jak stany feudalne niż integralne części ich królestwa – tamtejsze władze posiadały więc niemal całkowitą autonomię, a jednym z niewielu ich obowiązków było rozliczanie się z podatków względem Madrytu. Habsburgowie przez wieki rządzili małymi, porozrzucanymi po całych Niemczech domenami i ten wasalny model stosunków wdrażali również na terytorium Hiszpanii, przede wszystkim w Kraju Basków oraz Aragonii.
Oznaczało to, że podatki, rozbudowa infrastruktury oraz wewnętrzna polityka handlowa, były ustalane niezależnie w każdym rejonie kraju, co prowadziło do stworzenia się wielu barier, ceł oraz konfliktów na ziemiach Habsburgów. Karol I i Filip II, w przeciwieństwie do swoich następców, byli w stanie nadzorować te poszczególne dwory dzięki swoim wybitnym zdolnościom dyplomatycznym i politycznym. Rozwój Hiszpanii był nieco spowolniony faktem, iż obaj władcy większość czasu spędzali za granicą – przez lwią część XVI wieku kraj był administrowany z Brukseli i Antwerpii. Niejednolite, zbiurokratyzowane imperium, trzymane w ryzach przez zdolnego króla, zaczęło się obracać w perzynę po sukcesji słabego władcy.
Przeprowadzano próby zreformowania przestarzałej hiszpańskiej biurokracji. Karol, po koronowaniu na króla, chciał obsadzić rząd Holendrami i Flamandami, ze względu na ich obrotność i efektywność, jednak szlachta wydawała mu wtedy wojnę. Minister Filipa IV, Olivares, zawsze twierdził, że kluczem do odrodzenia Hiszpanii jest centralizacja aparatu urzędniczego – starał się nawet o całkowite zjednoczenie Portugalii z Hiszpanią, jednak nigdy nie miał okazji do zrealizowania tych planów. Po abdykacji Karola narastały w kraju problemy z rozrastającą się biurokracją i korupcją. Położyła temu kres dymisja Olivaresa w 1643.

## Gospodarka (1504–1700)

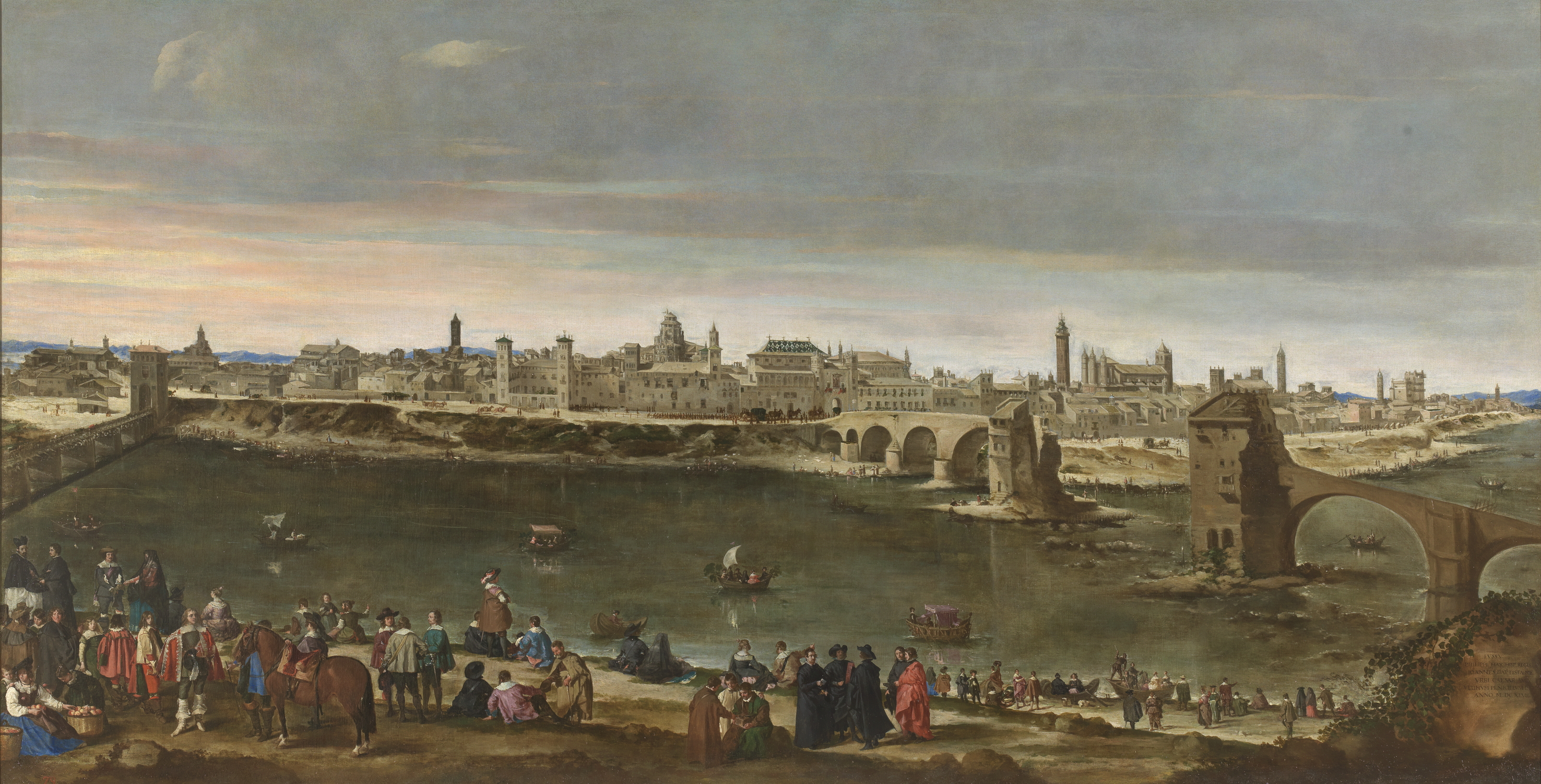
Saragossa, Velazqueza

Jak większość państw europejskich, Hiszpanię w XIV i XV wieku dotknęły głód i czarna śmierć. W 1500 roku, kiedy Europa powoli podnosiła się po tych demograficznych katastrofach, liczba ludności zaczęła szybko wzrastać. Przykładem może być Sewilla, która z 60-tysięcznego miasta pod koniec wieku stała się 150-tysięczną metropolią. Ponadto ludność rozpoczęła pierwsze migracje do miast, mając nadzieję na zatrudnienie się w przemyśle stoczniowym lub handlu.
Wysoki wskaźnik inflacji, wywołany zadłużeniem państwa i dużymi ilościami złota przywożonego z Nowego Świata, przyczynił się do znacznego pogorszenia się warunków życiowych chłopstwa. Ceny podstawowych dóbr, w tym wełny i zboża, przez cały XVI w. zwiększyły się ponad pięciokrotnie, wywołując paraliż ekonomiczny krajów europejskich (tzw. rewolucja cenowa). Hiszpania i Anglia, jako jedyni producenci i eksporterzy wełny, początkowo korzystały z takiego obrotu spraw, jednak wkrótce zostały ogarnięte ruchami uwłaszczeniowymi, które spowodowały przemiany rynkowe i masowe wyludnienie terenów wiejskich.

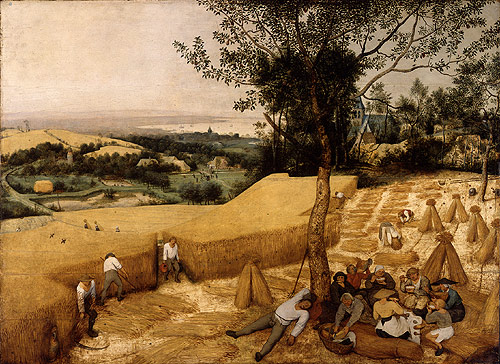
Obraz Brueghla

Popularna w Kastylii hodowla owiec zyskiwała na znaczeniu w związku ze wzrostem cen wełny. Hodowcy co zimę prowadzili owce domowe z chłodniejszych szczytów północy na cieplejsze ziemie południowe, ignorując wytyczone szlaki i tratując po drodze tereny rolnicze. Skargi składane na gildię owczarzy były ignorowane przez Filipa II, który ze sprzedaży wełny otrzymywał ogromny podatek. Ostatecznie okazało się, że ziemia w Kastylii staje się jałowa, a Hiszpania w kwestii pożywienia zmuszona była polegać na imporcie. W związku z kosztem transportu oraz ryzykiem napadu na konwoje przez piratów, jedzenie w Hiszpanii było znacznie droższe niż w innych częściach świata, co w dużym stopniu spowolniło wzrost populacji.
Podstawą hiszpańskich interesów w XVI wieku były pożyczki. Leżąca w Hiszpańskich Niderlandach Antwerpia była centrum europejskiego handlu, a tamtejsi bankierzy finansowali większość wojen Karola V i Filipa II. Coraz popularniejsze stawały się weksle, których użycie pozwalało holenderskim bankom na spekulacje finansowe prowadzące do zredukowania zjawiska wahania się cen. Pomimo że ten nurt kładł podwaliny pod rozwój wczesnego kapitalizmu w Europie, kompletny brak przepisów i wszechogarniająca korupcja oznaczały, że wystarczył niewielki pech, by właściciele ziemscy stracili cały swój majątek. Kościół zawsze był ważny dla hiszpańskiej ekonomii, w szczególności podczas rządów pobożnych Filipów III i IV – przekazywano wówczas na jego rzecz ogromne połacie ziemi. Habsburska polityka nie przewidywała angażowania się w redystrybucję ziemi, także pod koniec rządów Karola II, większość Kastylii była podzielona pomiędzy paru posiadaczy ziemskich, spośród których największym był właśnie Kościół.

## Sztuka i kultura (1504–1700)
Habsburgowie, zarówno w Hiszpanii, jak i w Austrii, byli wielkimi mecenasami sztuki. Eskurial, przypominający klasztor pałac królewski, zbudowany na żądanie króla Filipa II, przyciągał największych europejskich malarzy i architektów. Diego Velázquez, uznawany za jednego z najbardziej znaczących malarzy europejskich, ceniony bardzo już za życia, cieszył się przyjaźnią i szacunkiem króla Filipa IV i jego pierwszego ministra, księcia Olivaresa. El Greco, inny znany artysta tego okresu, zaszczepił na hiszpańskim gruncie styl włoskiego renesansu i współtworzył unikatowy charakter malarstwa hiszpańskiego.
W tym czasie zostały stworzone najbardziej cenione arcydzieła hiszpańskiej muzyki – przez kompozytorów takich jak Tomás Luis de Victoria, Luis de Milán i Alonso Lobo, którzy przyczynili się do ukształtowania się muzyki renesansowej z kontrapunktem i wielochórowością. Wywarli tym swój wpływ na muzykę barokową. Kwitła też w owym czasie literatura – z najsławniejszymi przejawami w postaci dzieł Miguela de Cervantesa – autora powieści Don Quixote z Manchy i Lope de Vegi – największego hiszpańskiego dramaturga, autora ponad czterystu sztuk zachowanych po dziś dzień, choć rzeczywista liczba stworzonych przez niego utworów sięgała prawdopodobnie tysiąca.